# Az Azerbajdzsánt érintő háborúk listája
Az Azerbajdzsánt érintő legújabb kori háborúk és konfliktusok listája.
| konfliktus                                         | szembenálló felek                                                    | szembenálló felek                                                              | eredmény                                                                   |
| Azerbajdzsáni Demokratikus Köztársaság (1918–1920) | Azerbajdzsáni Demokratikus Köztársaság (1918–1920)                   | Azerbajdzsáni Demokratikus Köztársaság (1918–1920)                             | Azerbajdzsáni Demokratikus Köztársaság (1918–1920)                         |
| -------------------------------------------------- | -------------------------------------------------------------------- | ------------------------------------------------------------------------------ | -------------------------------------------------------------------------- |
| Örmény-Azerbejdzsáni háború (1918–1920)            | Azerbajdzsán Oszmán Birodalom Azerbajdzsáni SZSZK Oroszországi SZSZK | Örményország · Hegyi Örményország · Egyesült Királyság · Középkaszpi Diktatúra | szovjet győzelem - A Karabah-vita Azerbajdzsán javára zárult le            |
| A Vörös Hadsereg inváziója (1920)                  | Azerbajdzsán                                                         | Oroszországi SZSZK azerbajdzsáni bolsevikok                                    | vereség - az Azerbajdzsáni Demokratikus Köztársaság kormányát megdöntötték |
| Gandzsai felkelés (1920)                           | Szovjetunió · Azerbajdzsáni SZSZK                                    | lázadók                                                                        | bolsevik győzelem - a lázadók veresége                                     |
| Azerbajdzsáni Köztársaság (1991–)                  |                                                                      |                                                                                |                                                                            |
| Hegyi-karabahi háború (1988–1994)                  | Azerbajdzsán Hezb-i Islami Gulbuddin Csecsen militánsok              | Hegyi-Karabah Köztársaság · Örményország                                       | vereség - független Hegyi-Karabah Köztársaság                              |
| 2016-os négynapos összecsapás                      | Azerbajdzsán                                                         | Hegyi-Karabah Köztársaság · Örményország                                       | vitatott - Azerbajdzsán 800-2000 hektárnyi területet von ellenőrzése alá   |

## Békefenntartó missziók
| misszió  | kezdete | vége        | helyszín    | létszám (max.) |
| -------- | ------- | ----------- | ----------- | -------------- |
| KFOR     | 1999    | 2008        | Koszovó     | 34             |
| MFO-Irak | 2003    | 2008        | Irak        | 250            |
| ISAF     | 2008    | folyamatban | Afganisztán | 94             |

## Fordítás
- Ez a szócikk részben vagy egészben  a   List of wars involving Azerbaijan című angol Wikipédia-szócikk ezen változatának fordításán alapul.  Az eredeti cikk szerkesztőit annak laptörténete sorolja fel. Ez a jelzés csupán a megfogalmazás eredetét és a szerzői jogokat jelzi, nem szolgál a cikkben szereplő információk forrásmegjelöléseként.